# Ahigal de los Aceiteros
Ahigal de los Aceiteros ist eine kleine nordspanische Gemeinde (municipio) in der Provinz Salamanca in der Autonomen Gemeinschaft Kastilien-León. Seit der zweiten Hälfte des 20. Jahrhunderts hat sie wie viele Gemeinden der Region einen starken Bevölkerungsrückgang erlebt. Nachdem im Jahr 1950 noch 666 Einwohner in ihr lebten, hatte sie im Jahr 2024 nur noch 88 Einwohner.

## Bevölkerungsentwicklung

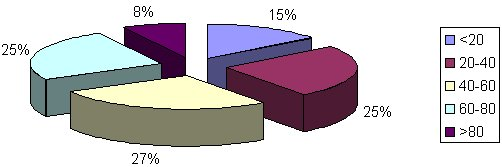
Altersgruppen

| Jahr      | 1900 | 1950 | 1960 | 1970 | 1981 | 1991 | 2000 | 2013 | 2018 |
| Einwohner | 651  | 666  | 605  | 377  | 254  | 214  | 206  | 132  | 120  |